# 阿富汗國家奧林匹克委員會
阿富汗國家奧林匹克委員會（AFG），现全称阿富汗伊斯兰共和国国家奥林匹克委员会是阿富汗的國家奧林匹克委員會。該組織成立於1920年，是國際奧委會和亚奥理事会的成員。
2021年，塔利班重新掌权，重建阿富汗伊斯兰酋长国，其政权及其所指派的体育官员未获国际奥委会、亚奥理事会的承认，仍承认原主席哈菲佐拉·瓦里·拉希米为流亡主席，认可原阿富汗国家奥林匹克委员会为阿富汗的唯一合法代表。

## 历史
阿富汗国家奥林匹克委员会创立于1920年，至1936年获承认，并首度派員參加在德國柏林舉行的1936年夏季奧運會。
1996年，塔利班政權建立后，因其禁止女性參與運動，且将位於喀布爾的加濟體育場變為公開處決的場地等行为违背《奥林匹克宪章》中的原则，阿富汗被禁止參與奧運會、亞洲運動會等賽事。直至2003年，隨著塔利班政權倒台，國際奧委會才容許阿富汗奧林匹克委員會派員參加其举办的体育赛事。
2021年八月，塔利班攻入喀布尔，随后接管政权，宣布重新建立阿富汗伊斯兰酋长国，并重新实施禁止女性参与体育运动等相关政策。9月，阿富汗国家奥林匹克委员会主席哈菲佐拉·瓦里·拉希米离开阿富汗；塔利班则任命纳扎尔·穆罕默德·穆特迈恩为国家奥委会主席。然而，以拉希米为领导的原阿富汗国家奥林匹克委员会作为原政权阿富汗伊斯兰共和国的代表，仍继续受到国际奥委会、亚奥理事会的承认。
2023年，阿富汗国家奥林匹克委员会派出代表团参加2022年杭州亚运会（延期至2023年举办），又于2024年派出代表团参加2024年巴黎奥运会。其代表团及其运动员仍使用阿富汗伊斯兰共和国的旗帜参赛。
2024年5月，塔利班政權将其管理下未获承认的国家奥林匹克委员会与原体育教育与体育总局合并，成立新的奥林匹克、体育教育与体育总局，并任命艾哈迈杜拉·瓦西克为局长。

## 資料來源
1. 1 2  . 2024-06-14.
2. 1 2  Afghan Sports History （页面存档备份，存于）
3. ↑  "Afghanistan back in Olympics" （页面存档备份，存于） 《BBC News》 2003 6 29